# キミコ・ダグラス＝イシザカ

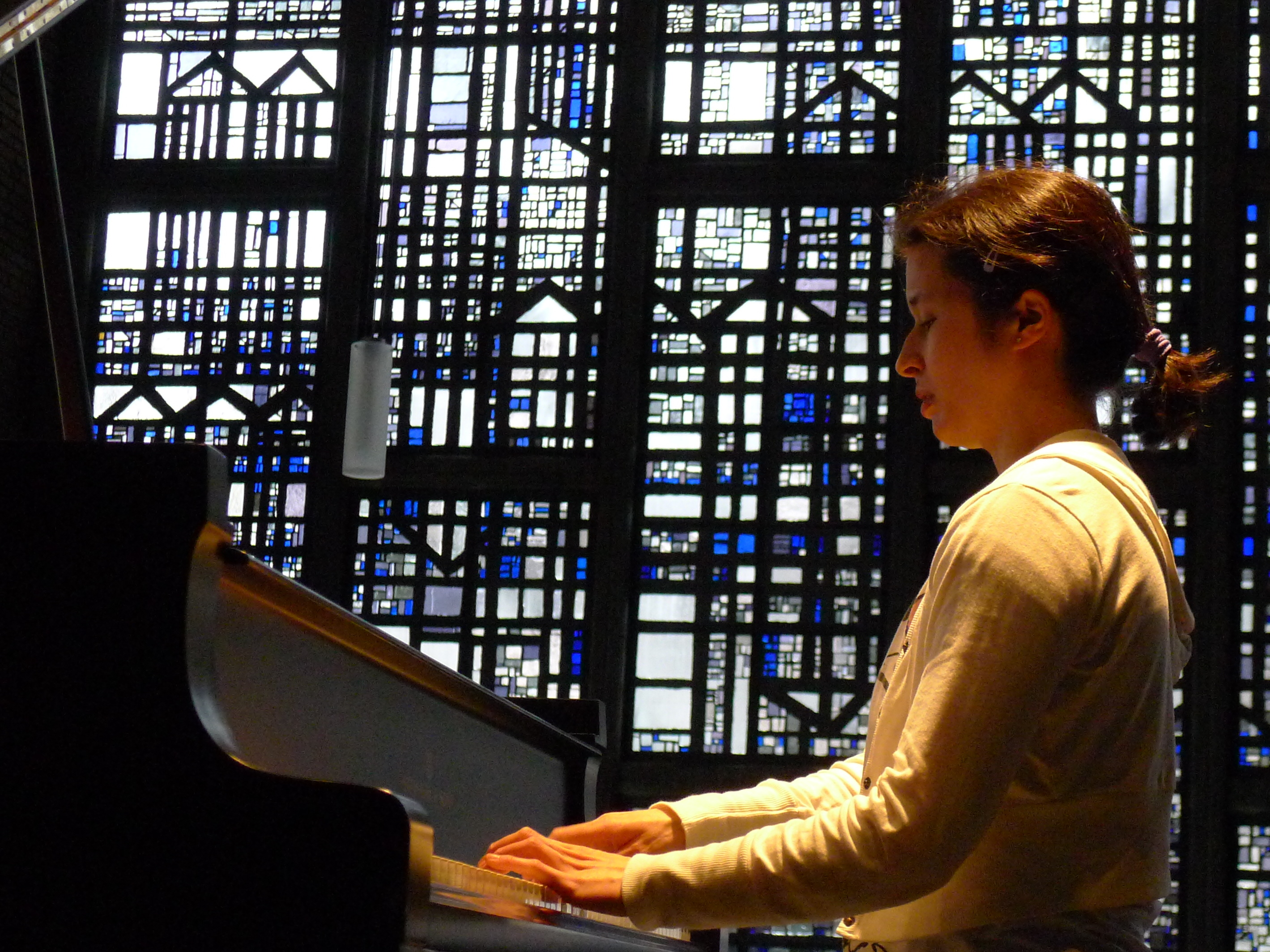
ドイツボンにある三位一体教会でピアノを演奏するキミコ

キミコ・ダグラス＝イシザカ（Kimiko Douglass-Ishizaka、1976年12月4日 - ）は、日系ドイツ人のピアニストで、元オリンピック重量挙げパワーリフティング選手。ドイツのボン生まれ。

## 音楽
キミコ＝イシザカは母親の手ほどきにより、4歳からピアノを始めた。その後、ケルン音楽大学で学び、5歳でデビュー。
1985年、兄の石坂清人、弟の石坂団十郎と共に「イシザカトリオ」を結成。1998年、ドイツ音楽コンクール（Deutscher Musikwettbewerb）にてイシザカ・トリオで優勝。イシザカトリオは結成から16年間活動を続けた。

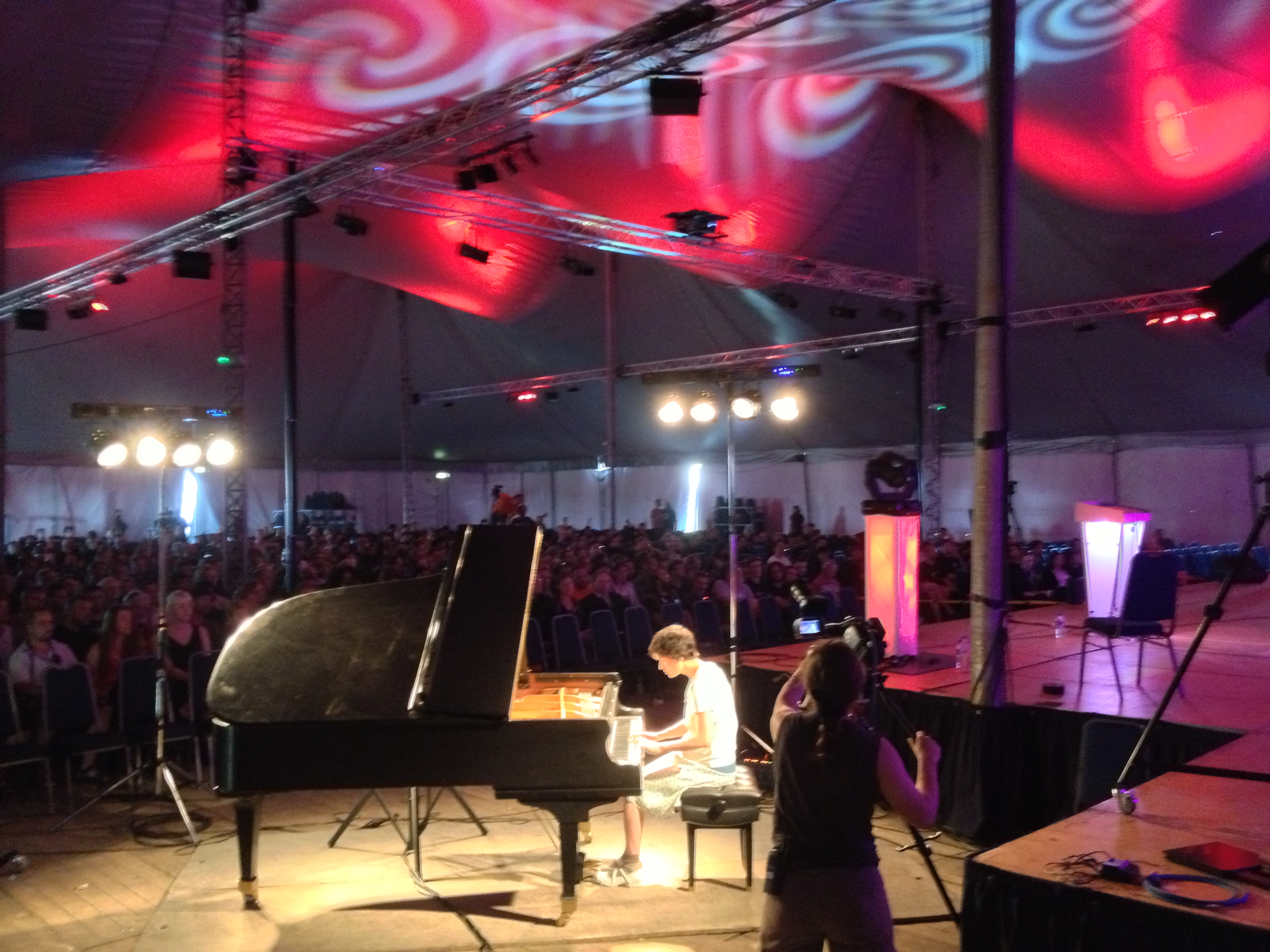
2013年、オランダのO.H.M.フェスティバルで演奏するキミコ・イシザカ

その後、ソロピアニストとして、ヨーロッパ、北アメリカ、日本で演奏。ボン・ベートーヴェン管弦楽団、ボン・クラシック・フィルハーモニー、 ジャクソン・フィルハーモニー・オーケストラと共演。
キックスターターとベーゼンドルファーから支援を受けたオープン・ゴルトベルク変奏曲プロジェクトに参加、2012年5月にゴルトベルク変奏曲のスコアと録音をパブリックドメインで提供している。
2013年11月から、ダグラス＝イシザカとオープン・ゴルトベルク変奏曲プロジェクトは、キックスターターの支援を元に、バッハの平均律クラヴィーア曲集を録音し、2015年3月にパブリックドメインとして公開された。

## パワーリフティング

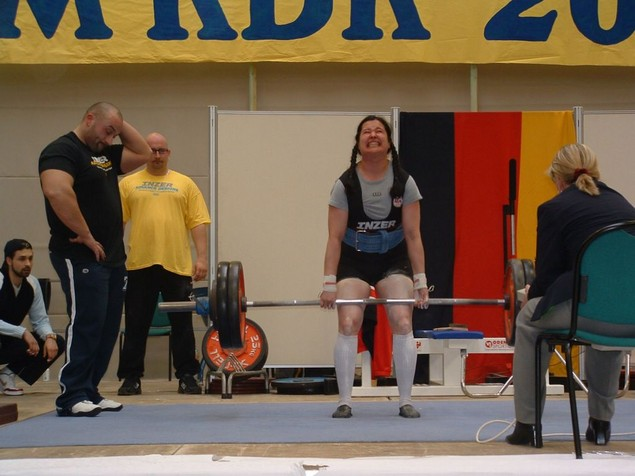
2005年のドイツ選手権でデッドリフトに挑むキミコ

ダグラス＝イシザカは2005年のドイツ選手権において、パワーリフティングの82キログラム級に出場し3位入賞、2006年にはベンチプレスで2位に入賞した。
2008年にはドイツ選手権で重量挙げで3つのメダルを獲得。さらに同年、オーストリアのエレイコ女子グランプリで63キログラム級の5位に入賞。